# La Tournure des choses
Albums de Clarika
Moi en mieux
(2009) De quoi faire battre mon cœur
(2016)
La Tournure des choses est le sixième album de Clarika, sorti le 21 janvier 2013.
Cet album est comme toujours réalisé par son compagnon et compositeur Jean-Jacques Nyssen mais il est cette fois rejoint par Mark Plati (qui avait travaillé avec David Bowie ou Alain Bashung entre autres).
Tous les textes sont de Clarika à l'exception de « Mais non mon chat » dont l'auteur est Jean-Jacques Nyssen. On fait comme toujours le grand écart entre le quotidien d'une ouvrière indienne qui fabrique nos habits (« Sumangali ») et un message d'une fan à son idole (« Robbie »). Ou un très ironique « C’était mieux avant ».
Côté participations, Ben Ricour a composé la musique « J'Veux des lettres ».

## Liste des morceaux
| No  | Titre                  | Durée |
| --- | ---------------------- | ----- |
| 1.  | La Tournure des choses | 2:41  |
| 2.  | Oualou                 | 3:16  |
| 3.  | Sumangali              | 3:19  |
| 4.  | J'veux des lettres     | 2:29  |
| 5.  | Je suis bad            | 2:16  |
| 6.  | Et même si             | 2:55  |
| 7.  | Fais-moi mâle          | 3:09  |
| 8.  | C'était mieux avant    | 2:13  |
| 9.  | Mais non mon chat      | 2:16  |
| 10. | Robbie                 | 4:34  |
| 11. | Mâcon                  | 3:20  |
| 12. | Tout est sous contrôle | 2:37  |